# Pulverberg (Brandenburg)
Der Pulverberg ist Teil des Naturschutzgebiets Höllengrund – Pulverberg, welches 15 Hektar groß ist.  Es liegt in Zeuthen im Landkreis Dahme-Spreewald in Brandenburg. Die Straße „Am Pulverberg“ in diesem Ort verläuft parallel zu dem Gebiet. Der Pulverberg grenzt an den Wildauer Kurpark an. Am Pulverberg kann der Besucher von einer neu geschaffenen Aussichtsplattform große Teile des Naturschutzgebiets überschauen.

## Name
In dem heute noch erkennbaren mächtigen Kugelfang wurden die in Wildau gefertigten Kanonen der früheren Lokomotivenfabrik L. Schwartzkopff eingeschossen. Reste des langen Grabens sind auch noch zu erkennen. Daher rührt der Name.